# 507省道 (福建省)
507省道，又称联五线，是中国福建省的联络线省道之一。
506省道路线的起点在厦门市思明区滨海街道的曾厝垵社区，途经湖里区、集美区、同安区，漳州市长泰区，泉州市安溪县，终于泉州市华安县仙都镇。